# Japan Golf Tour
Le Japan Golf Tour est un circuit de golf professionnel masculin se disputant principalement au Japon. Il attribue le troisième plus haut total de bourses après les circuits du PGA Tour et du Tour européen PGA.

## Palmarès (gains et victoires en tournois)
| Année   | N°1 Money List   | Gains (¥)   | Victoires en tournois       |
| ------- | ---------------- | ----------- | --------------------------- |
| 2023    | Keita Nakajima   | 184 986 179 |                             |
| 2022    | Kazuki Higa      | 181 598 825 |                             |
| 2020-21 | Chan Kim         | 127 599 803 |                             |
| 2019    | Shugo Imahira    | 168 049 312 |                             |
| 2018    | Shugo Imahira    | 139 119 332 |                             |
| 2017    | Yūsaku Miyazato  | 182 831 982 |                             |
| 2016    | Yuta Ikeda       | 199 956 722 |                             |
| 2015    | Kyung-Tae Kim    | 165 981 625 |                             |
| 2014    | Koumei Oda       | 137 318 693 |                             |
| 2013    | Hideki Matsuyama | 201 076 781 |                             |
| 2012    | Hiroyuki Fujita  | 175 159 972 |                             |
| 2011    | Sang-Moon Bae    | 151 078 958 |                             |
| 2010    | Kyung-Tae Kim    | 181 103 799 |                             |
| 2009    | Ryo Ishikawa     | 183 524 051 | 4 :Ryo Ishikawa, Yuta Ikeda |
| 2008    | Shingo Katayama  | 180 094 895 |                             |
| 2007    | Toru Taniguchi   | 171 744 498 |                             |
| 2006    | Shingo Katayama  | 178 402 190 |                             |
| 2005    | Shingo Katayama  | 134 075 280 |                             |
| 2004    | Shingo Katayama  | 119 512 374 |                             |
| 2003    | Toshimitsu Izawa | 135 454 300 |                             |
| 2002    | Toru Taniguchi   | 145 440 341 |                             |
| 2001    | Toshimitsu Izawa | 217 934 583 |                             |
| 2000    | Shingo Katayama  | 177 116 489 |                             |

### Vainqueurs multiples
| Nombres de titre | Joueur             | Pays         |
| ---------------- | ------------------ | ------------ |
| 12               | Masashi Ozaki      | Japon        |
| 5                | Isao Aoki          | Japon        |
| 5                | Shingo Katayama    | Japon        |
| 4                | Tsuneyuki Nakajima | Japon        |
| 2                | Toshimitsu Izawa   | Japon        |
| 2                | Naomichi Ozaki     | Japon        |
| 2                | Toru Taniguchi     | Japon        |
| 2                | Kyung-Tae Kim      | Corée du Sud |